# Universidade Nilton Lins

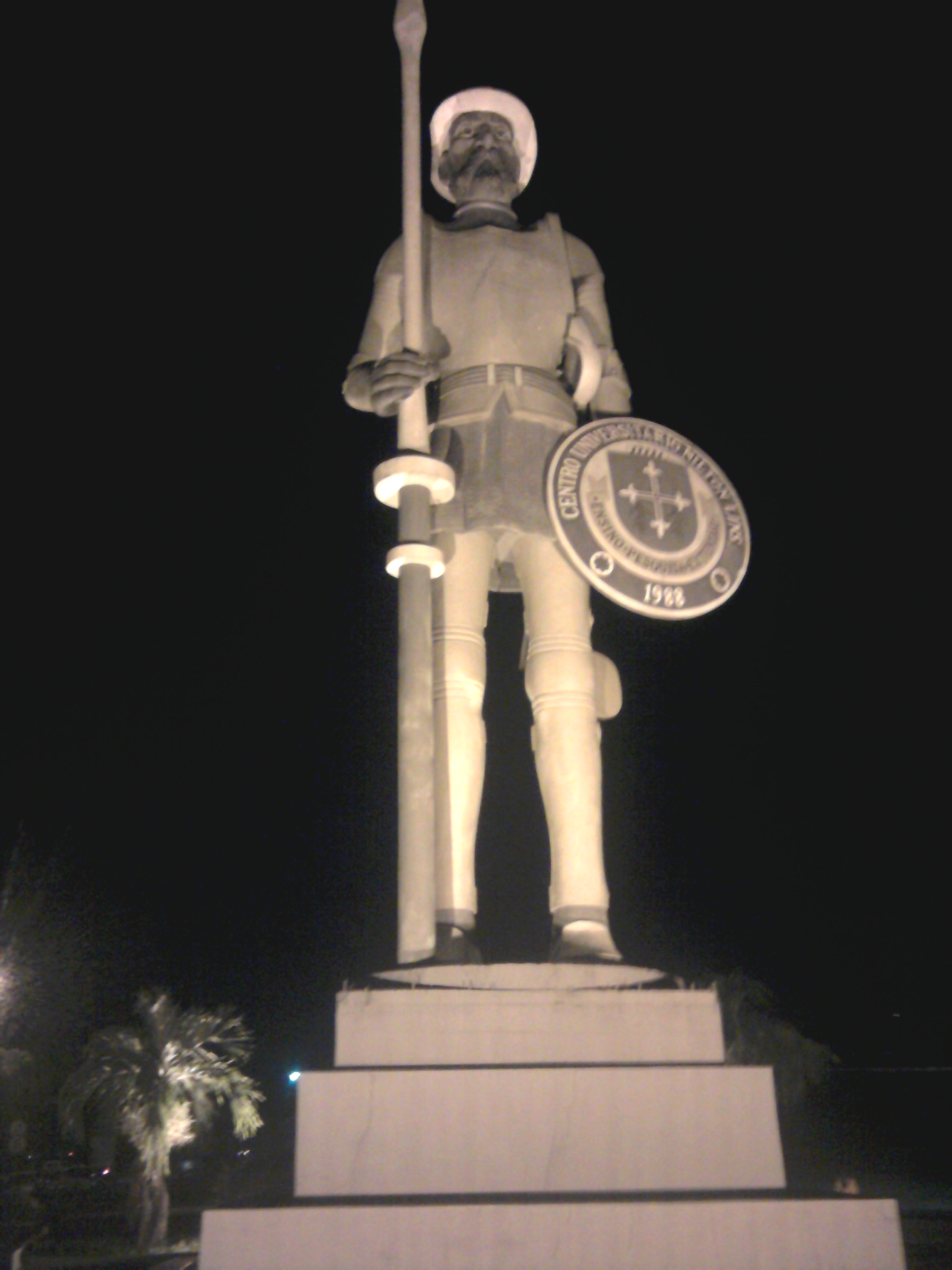
Estátua de Dom Quixote na entrada principal (Símbolo da Nilton Lins)

A Universidade Nilton Lins é uma instituição de ensino superior privada brasileira do Amazonas. Pertencente ao Grupo Nilton Lins, suas unidades de ensino estão distribuídas em cinco campi universitários em Manaus, Manacapuru e Humaitá.[carece de fontes?]
Foi fundada em 1986, credenciada como centro universitário em 1999 e transformada em universidade no ano de 2011.[carece de fontes?] Atende a um contingente de aproximadamente 18.000 alunos distribuídos em 40 cursos de graduação das áreas de Ciências Humanas, Biológicas e Exatas.[carece de fontes?] Oferece ainda educação infantil, fundamental e médio (escolas), cursos de pequena duração (Pró-Reitoria de Extensão) e o Programa de Mestrado e Doutorado em Aquicultura, realizado em ampla associação com o Instituo Nacional de Pesquisas da Amazônia - INPA.[carece de fontes?]
A Universidade Nilton Lins está credenciada no Programa de Crédito Educativo (FIES) do Ministério da Educação. O Programa Bolsa Universidade, mantido e ofertado pela Prefeitura de Manaus, também é credenciado na instituição de ensino como forma de seleção de seus discentes. Além dos processos seletivos institucionais (via vestibular), a Universidade Nilton Lins utiliza a nota do Exame Nacional do Ensino Médio como forma de ingresso.

## Cursos de graduação

### Bacharelados
A Universidade oferece os seguintes cursos de graduação, no nível bacharelado: Administração, Arquitetura e Urbanismo, Biomedicina, Ciências Contábeis, Direito, Enfermagem, Engenharia Ambiental, Engenharia Civil, Engenharia de Produção, Engenharia Elétrica, Engenharia Agronômica, Farmácia, Fisioterapia, Fonoaudiologia, Jornalismo, Medicina, Medicina Veterinária, Nutrição, Odontologia, Psicologia, Publicidade e Propaganda, Serviço Social e Turismo.

### Licenciaturas
As seguintes licenciaturas são ofertadas pela universidade: Licenciatura em Educação Física, Licenciatura Plena em Ciências Biológicas, Licenciatura Plena em História, Licenciatura Plena em Letras, Licenciatura Plena em Matemática e Pedagogia.

### Tecnológicos
Os cursos de Logística, Petróleo e Gás, Segurança do Trabalho e Construção de Edifícios também são ofertados pela universidade, na modalidade tecnológico.